# New Jack City II
New Jack City II – szósty studyjny album amerykańskiego rapera Bow Wowa. Został wydany 31 marca 2009 roku nakładem wytwórni Columbia. Jest to jego pierwszy album oznaczony znaczkiem Parental Advisory, czyli Niecenzuralne słowa.

## Sprzedaż
New Jack City II zadebiutował na 16. miejscu na Billboard 200 sprzedając się w około 30.000 egzemplarzach w pierwszym tygodniu. Do dzisiaj sprzedał się w ponad 100.000 sztukach.

## Lista utworów
| #  | Tytuł                          | Goście                  | Producent(ci)       | Długość |
| -- | ------------------------------ | ----------------------- | ------------------- | ------- |
| 1  | „Get That Paper”               |                         | Nitti               | 3:19    |
| 2  | „What They Call Me (Big Time)” | Ron Browz & Nelly       | Jermaine Dupri      | 4:12    |
| 3  | „Roc The Mic”                  | Jermaine Dupri          | Jermaine Dupri      | 3:48    |
| 4  | „Been Doin' This”              | T.I.                    | Marz, T.I.          | 4:52    |
| 5  | „You Can Get It All”           | Johnta Austin           | Jermaine Dupri      | 3:37    |
| 6  | „Sunshine”                     |                         | L-Roc               | 3:27    |
| 7  | „Like This”                    | Dondria & Johnta Austin | Jermaine Dupri      | 3:40    |
| 8  | „She's My”                     | T-Pain                  | T-Pain              | 3:51    |
| 9  | „I Ain't Playing”              | Trey Songz              | Jermaine Dupri      | 4:47    |
| 10 | „Pole In My Basement”          |                         | Christopher Gholson | 4:16    |
| 11 | „Shake It”                     | Swizz Beatz             | Swizz Beatz         | 3:31    |

### Wal-Mart Deluxe Edycja Bonus Track
| #  | Tytuł                 | Goście              | Producent(ci)         | Długość |
| -- | --------------------- | ------------------- | --------------------- | ------- |
| 12 | „Marco Polo”          | Soulja Boy Tell 'Em | Soulja Boy Tell 'Em   | 4:17    |
| 13 | „Big Girls”           |                     | Swizz Beatz           | 4:29    |
| 14 | „Anything You Can Do” | Lil’ Bow Wow        | Jermaine Dupri & LRoc | 4:02    |

## Notowania
| Notowanie (2009)                      | Pozycja |
| ------------------------------------- | ------- |
| U.S. Billboard 200                    | 16      |
| U.S. Billboard Top R&B/Hip-Hop Albums | 5       |
| U.S. Billboard Top Rap Albums         | 2       |